# Alexandre Poncet
Alexandre Poncet SM (ur. 12 grudnia 1884 w Saint-Chamond, zm. 18 września 1973 na Uvea) – francuski duchowny rzymskokatolicki, marysta, misjonarz, wikariusz apostolski Wallis i Futuny.

## Biografia
Alexandre Poncet urodził się 12 grudnia 1884 w Saint-Chamond we Francji. 4 lipca 1909 otrzymał święcenia prezbiteriatu i został kapłanem Towarzystwa Maryi (marystów).
11 listopada 1935 papież Pius XI utworzył wikariat apostolski Wallis i Futuny i jego pierwszym wikariuszem apostolskim mianował ks. Ponceta SM, który został również biskupem tytularnym Basilinopolisu. 1 marca 1936 przyjął sakrę biskupią z rąk wikariusza apostolskiego Środkowej Oceanii Josepha Félixa Blanca SM.
Jako ojciec soborowy wziął udział w pierwszej sesji soboru watykańskiego II. Napisał książkę Histoire de l’île Wallis le protectorat français.
22 grudnia 1961 zrezygnował z katedry. Zmarł 18 września 1973.